# Väsby IK Hockey
Väsby IK Hockey – szwedzki klub hokeja na lodzie z siedzibą w Upplands Väsby.

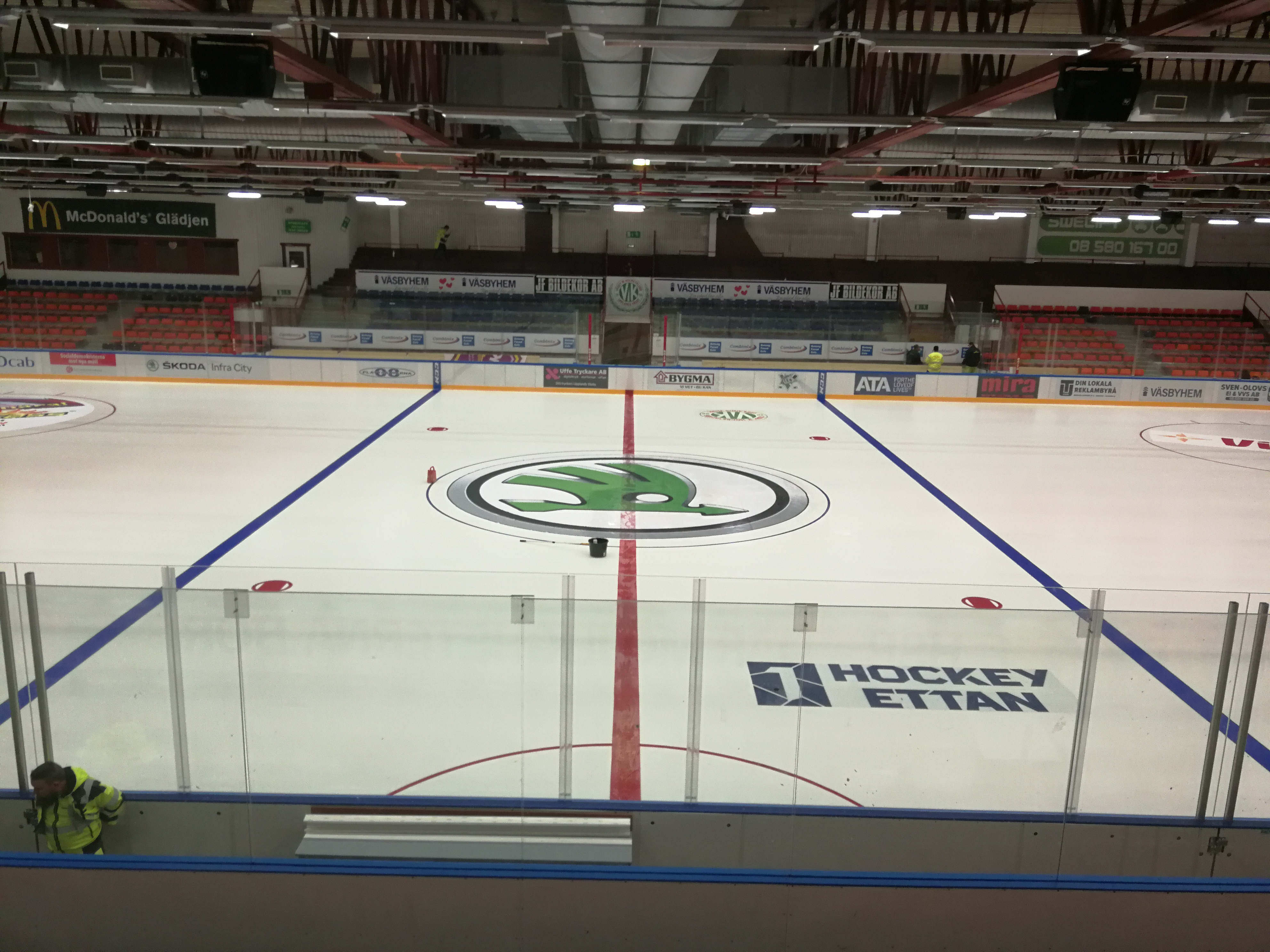
Lodowisko klubu

## Szkoleniowcy
Trenerem drużyny był Charles Berglund.